# 森脇京子
森脇 京子（もりわき きょうこ）は、日本の脚本家。兵庫県西脇市出身、京都市在住。マツ・カンパニー所属。心斎橋大学講師。
高校を卒業の後、京都の短期大学へ進学。劇団くるみ座、大阪放送劇団を経て、ライターズカンパニー田畑冨久子事務所に所属していた。

## 主な作品

### テレビドラマ
- 中学生日記（1972年 - 2012年、NHK）
  - 「わたしは私」（1991年12月8日）
  - 「父からの手紙」（1992年5月31日）
  - 「一人になるのはこわいから」（1999年5月2日）
- 産物列島'95（1995年6月6日、NHK BS1） - 構成台本
- あしたは晴れる（1997年6月2日 - 8月1日、MBS・TBS系）
- 離婚計画〜いつか愛したあなたへ〜（2000年3月27日 - 5月26日、MBS・TBS系）
- 月曜ドラマシリーズ「生存 愛する娘のために」（2002年2月11日 - 3月4日、NHK）
- はんなり菊太郎（2002年11月8日 - 12月13日、NHK）
- はんなり菊太郎2（2004年1月9日 - 2月13日、NHK）
- 華岡青洲の妻（2005年1月21日 - 3月4日、NHK）
- 出雲の阿国（2006年1月13日 - 2月17日、NHK）
- 新・はんなり菊太郎（2007年1月11日 - 3月1日、NHK）
- 暖流（2007年4月16日 - 6月29日、MBS・TBS系）
- 連続テレビ小説 だんだん（2008年9月29日 - 2009年3月28日、NHK）[1]
- プレミアムよるドラマ ラスト・ディナー 第6夜「エール」（2013年4月13日、NHK BSプレミアム）
- 木曜時代劇 銀二貫（2014年4月10日 - 6月5日、NHK）
- ドラマ10 わたしをみつけて（2015年11月24日 - 12月15日、NHK）
- BS時代劇 伝七捕物帳（2016年7月15日 - 9月9日、NHK BSプレミアム）
- BS時代劇 伝七捕物帳2（2017年8月4日 - 9月22日、NHK BSプレミアム）
- BS時代劇 螢草 菜々の剣（2019年7月26日 - 9月6日、NHK BSプレミアム）
- BS時代劇 雲霧仁左衛門5（2020年8月 - 、NHK BSプレミアム）
- 土ドラ グランマの憂鬱（2023年4月8日 - 5月27日、東海テレビ・フジテレビ）

### ラジオドラマ
- ドラマの風（MBS）
  - ビート・キッズ（1999年11月21日）
  - 海よ、空よ、風よ（2003年1月26日） - 第40回ギャラクシー賞ラジオ部門 優秀賞受賞
  - バラガキ
- FMシアター（NHK-FM）
  - 鏡の向こう側（1991年9月1日）
  - 雨のち祭り（1994年9月24日）
  - ファントム・パーティ（1997年12月6日）
  - お父ちゃんの金の斧（2000年7月30日）
  - ぐじの小骨（2010年11月13日）
  - 六月のカエル（2012年6月2日）
  - 唄娘（2017年3月4日）
  - ことばの刃（2022年12月17日）

### 舞台
- 青年劇場公演
  - 鮮やかな朝（1996年）
  - 17才のオルゴール（1998年）
  - 明日、咲くサクラ（2012年）
- 出雲の阿国（2007年、新歌舞伎座）
- だんだん（2009年、大阪松竹座 他）

## 受賞
- 1985年 第1回テアトロ・イン・キャビン戯曲賞（『シンデレラの子供達』）
- 1993年 平成5年度文化庁舞台芸術創作奨励特別賞（『鮮やかな朝』）
- 1998年 平成10年度東京都優秀児童演劇選定優秀賞（『17才のオルゴール』）
- 2003年 第40回ギャラクシー賞 ラジオ部門 最優秀賞（ドラマの風『海よ、空よ、風よ』）
- 2003年 平成15年日本民放放送連盟賞 ラジオエンターテインメント部門 最優秀賞